# Maria Teresa Freyre de Andrade
María Teresa Freyre de Andrade (St. Augustine, 27 gennaio 1896 – L'Avana, 20 agosto 1975) è stata una bibliografa e bibliotecaria cubana, fondatrice della biblioteconomia cubana.
Fu la prima direttrice della Biblioteca Nazionale José Martí dopo l'avvento della rivoluzione cubana.

## Biografia
Nacque il 27 gennaio 1896 nella città americana di St. Augustine (Florida), dove suo padre, Fernando Freyre de Andrade, cercò rifugio per la sua famiglia.

### Studi
A Parigi studiò alla Sorbona, dove si laureò in lingua francese e tecnica di biblioteca, e nel 1936 lavorò e frequentò un corso presso la biblioteca per ragazzi L'Heure de Joyeuse nella Prefettura della Senna, dove le venne rilasciato un attestato che certificava la sua spiccata attitudine al lavoro nelle biblioteche pubbliche. Inoltre nello stesso periodo lavora presso l'università.
Nel 1938 si laureò all'École de Chartes con il Diplome Technique de Bibliothecaire e ottenne dall'Istituto di Istruzione Superiore dell'Avana il titolo di Bachelor of Arts and Sciences. Studiò inoltre scienze politiche, sociali ed economiche, nonché diritto diplomatico e consolare e diritto amministrativo, e negli anni successivi ricevette una borsa di studio dall'American Library Association per seguire due corsi di letteratura per l'infanzia, uno alla Columbia University e l'altro alla Pratt Institute School of Librarians.
Dopo diversi diplomi conseguiti all'estero, nessuno dei quali a livello universitario, all'età di 42 anni si iscrisse all'Università dell'Avana.

### Attività politica
Dopo la morte degli zii Gonzalo, Leopoldo e Guillermo il 27 settembre 1932 abbandonò Cuba e si rifugiò a Parigi, dove svolse una intensa attività politica contro il governo Morales.
Fu nominata senatrice dal Partito popolare cubano nel 1948 e subì più volte la reclusione nella prigione di Guanabacoa. In seguito venne costretta all'esilio una seconda volta nel 1957 per la sua opposizione al governo di Fulgencio Batista.

### Attività bibliotecaria
Alla fine degli anni '30 iniziò a sviluppare una serie di attività legate alle biblioteche presso diverse associazioni come la Commissione nazionale per la cooperazione intellettuale, la Cuban Library Association, l'Università dell'Avana, il Lyceum Lawn Tennis Club, l'Associazione cubana dei bibliotecari, l'Associazione nazionale dei professionisti delle biblioteche, l'UNESCO e la Biblioteca Nazionale.
In tutte queste organizzazioni si distinse nel diffondere e difendere il lavoro bibliotecario. Il suo lavoro superò i limiti delle biblioteche: tenne conferenze, preparò corsi, condusse interviste per la stampa, partecipò a conferenze e pubblicò articoli su giornali e riviste dell'epoca.
Per tutta la vita si dedicò allo studio e allo sviluppo delle biblioteche e della cultura in generale, fu una fervente combattente in favore dell'accesso alle biblioteche per i settori più umili della società. Fondò inoltre scuole per la formazione bibliotecaria per fornire Cuba di personale qualificato nel settore.
Fu una fervente promotrice di libri e letture e sostenne la diffusione e la generalizzazione del servizio bibliotecario popolare e del bibliobus. Nonostante i suoi innumerevoli contributi alle scienze bibliotecarie a Cuba e nonostante sia una figura importante per la cultura nazionale, il suo lavoro non fu mai riconosciuto da alcun incoraggiamento durante la sua vita. Non fu fino agli anni '90 che il suo nome tornò in auge, si tennero mostre, dibattiti e incontri tra chi la conosceva a livello personale e professionale o si era occupato di diversi aspetti della sua vita e del suo lavoro.
Nel 2004 l'Associazione Cubana dei Bibliotecari ha ufficializzato la creazione del Premio Nazionale María Teresa Freyre de Andrade, che viene assegnato a personalità di spicco per il loro lavoro nelle biblioteche pubbliche. Allo stesso modo, l'Associazione degli storici cubani ha creato, su base nazionale, una distinzione a suo nome per quei bibliotecari che sostengono il lavoro degli storici.